# Trichogramma julianoi
Trichogramma julianoi is een vliesvleugelig insect uit de familie Trichogrammatidae. De wetenschappelijke naam is voor het eerst geldig gepubliceerd in 1981 door Platner & Oatman.